# Berkan Durmaz
Berkan Durmaz (Osmangazi, 20 febbraio 1997) è un cestista turco.